# Новый Ашит (Татарстан)
Но́вый Аши́т (тат. Яңа Ашыт) — деревня в Арском районе Республики Татарстан, в составе Новокинерского сельского поселения.

## Этимология названия
Топоним произошёл от татарского слова «яңа» (новый) и ойконима «Ашыт» (Ашит).

## География
Деревня находится на реке Шошма, в 31 км к северу от районного центра, города Арска.

## История
Деревня известна с 1678 года. В дореволюционных источниках упоминается также под названием Деревня по речке Шошме.
В XVIII – первой половине XIX века жители относились к сословию государственных крестьян. Основные занятия жителей в этот период – земледелие и скотоводство.
В начале XX века функционировали мечеть, 2 мелочные лавки. В этот период земельный надел сельской общины составлял 318,3 десятины.
В 1930 году в деревне организован колхоз имени Вахитова.
До 1920 года деревня входила в Мамсинскую волость Казанского уезда Казанской губернии. С 1920 года в составе Арского кантона ТАССР. С 10 августа 1930 года в Тюнтерском (со 2 марта 1932 года — Балтасинский), с 10 февраля 1935 года в Кзыл-Юлском (с 18 июля 1956 года — Тукаевский), с 1 февраля 1963 года в Арском районах.

## Население
| 1782 | 1859 | 1897 | 1908 | 1920 | 1926 | 1938 | 1949 | 1958 | 1970 | 1979 | 1989 | 2002 | 2010 | 2015 |
| ---- | ---- | ---- | ---- | ---- | ---- | ---- | ---- | ---- | ---- | ---- | ---- | ---- | ---- | ---- |
| 125  | 134  | 253  | 321  | 350  | 355  | 364  | 347  | 313  | 244  | 221  | 155  | 139  | 155  | 133  |

Национальный состав деревни: татары.

## Экономика
Жители занимаются полеводством, молочным скотоводством.